# Беверлі (Західна Вірджинія)
Беверлі (англ. Beverly) — місто (англ. town) в США, в окрузі Рендолф штату Західна Вірджинія. Населення — 622 особи (2020).

## Географія
Беверлі розташоване за координатами 38°50′41″ пн. ш. 79°52′16″ зх. д. / 38.84472° пн. ш. 79.87111° зх. д. (38.844769, -79.871140).  За даними Бюро перепису населення США в 2010 році місто мало площу 1,18 км², уся площа — суходіл.

## Демографія
Згідно з переписом 2010 року, у місті мешкали 702 особи в 323 домогосподарствах у складі 199 родин. Густота населення становила 597 осіб/км².  Було 360 помешкань (306/км²).
Расовий склад населення:
| - 98,0 % — білих - 0,4 % — корінних американців - 0,1 % — чорних або афроамериканців |

До двох чи більше рас належало 1,4 %. Частка іспаномовних становила 0,3 % від усіх жителів.
За віковим діапазоном населення розподілялося таким чином: 24,4 % — особи молодші 18 років, 58,2 % — особи у віці 18—64 років, 17,4 % — особи у віці 65 років та старші. Медіана віку мешканця становила 40,5 року. На 100 осіб жіночої статі у місті припадало 87,2 чоловіків;  на 100 жінок у віці від 18 років та старших — 76,4 чоловіків також старших 18 років.
Середній дохід на одне домашнє господарство  становив 39 900 доларів США (медіана — 22 917), а середній дохід на одну сім'ю — 48 667 доларів (медіана — 38 125). Медіана доходів становила 49 375 доларів для чоловіків та 40 938 доларів для жінок. За межею бідності перебувало 39,5 % осіб, у тому числі 52,4 % дітей у віці до 18 років та 22,4 % осіб у віці 65 років та старших.
Цивільне працевлаштоване населення становило 241 осіб. Основні галузі зайнятості: освіта, охорона здоров'я та соціальна допомога — 27,8 %, роздрібна торгівля — 17,0 %, мистецтво, розваги та відпочинок — 14,5 %.